# Terminalia melanocarpa
Terminalia melanocarpa är en tvåhjärtbladig växtart som beskrevs av Ferdinand von Mueller. Terminalia melanocarpa ingår i släktet Terminalia och familjen Combretaceae. Inga underarter finns listade i Catalogue of Life.

## Bildgalleri

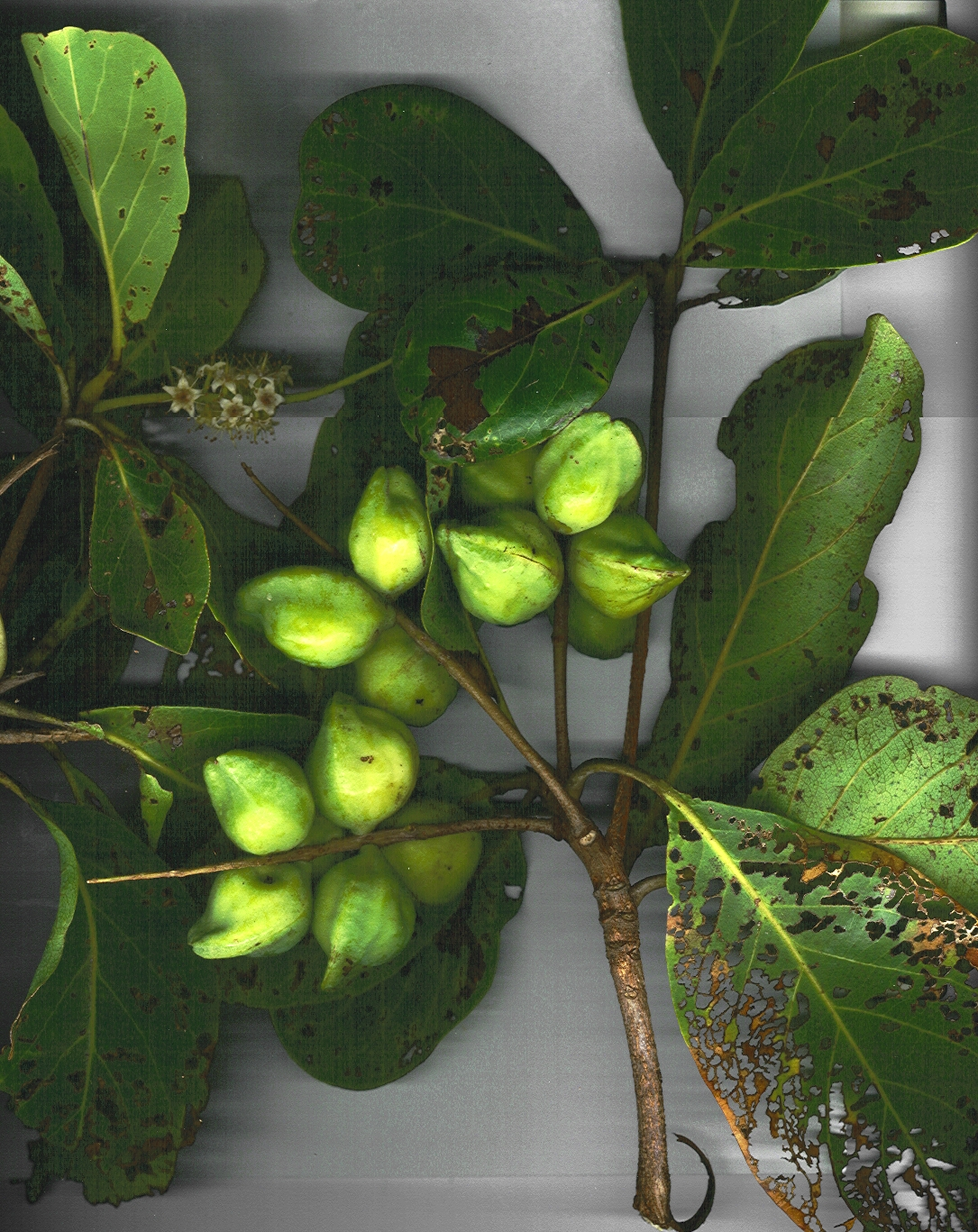